# Бартошево (Західнопоморське воєводство)
Бартошево (пол. Bartoszewo) — село в Польщі, у гміні Полиці Полицького повіту Західнопоморського воєводства.
Населення — 100 осіб (2011).

## Демографія
Демографічна структура станом на 31 березня 2011 року:
|          | Загалом | Допрацездатний вік | Працездатний вік | Постпрацездатний вік |
| -------- | ------- | ------------------ | ---------------- | -------------------- |
| Чоловіки | 50      | 9                  | 37               | 4                    |
| Жінки    | 50      | 7                  | 33               | 10                   |
| Разом    | 100     | 16                 | 70               | 14                   |